# 新高ドイツ語
新高ドイツ語（独:Neuhochdeutsch (Nhd), 英:New High German (NHG)）は、一般に今日使われているドイツ語を年代区別的に指す高地ドイツ語である。現在は1650年頃から使われているとされており、新高ドイツ語の前には初期新高ドイツ語、その前には中高ドイツ語と続いていく。
新高ドイツ語はバロック時代以降の全ての方言を含むドイツ語群を指すが、通常は標準ドイツ語の類義語として扱われている。

## 区分の成立
この用語は1848年にヤーコプ・グリムによって造語されたものである。彼は「中高ドイツ語に続き、1500年ごろから現在まで」と定義したが、ヴィルヘルム・シェーラーは「1650年から」と定義し、また1350年から1650年に使われていたとされる初期新高ドイツ語 (Frühneuhochdeutsch) という区分を新たに作り、現在最も一般的に使われているドイツ語の年代区分法となった。
新高ドイツ語時代は、現代のドイツ語を演説や成文化によって明確に定義されたことを特色としている。また、他の時代とは違い、音韻体系や形態論などにおいていくつかの大きな変更点があった。